# Formatie van Strijen
De Formatie van Strijen is een geologische formatie in de diepe ondergrond van het westen van Nederland. De formatie bestaat uit kleisteenlagen, komt uit het late Carboon en bevindt zich op dieptes tussen 1,5 en 4 kilometer in de ondergrond. In de stratigrafische indeling van de Nederlandse ondergrond behoort de formatie tot de Hunze Subgroep van de Limburg Groep. Ze is genoemd naar het dorp Strijen in de Hoeksche Waard.

## Beschrijving
De Formatie van Strijen bestaat hoofdzakelijk uit roodbruine, siltige kleisteenlagen, soms afgewisseld met zandsteenlagen. Soms zijn de kleistenen kalkhoudend. Plaatselijk kunnen in de formatie steenkoollagen voorkomen, maar dit is niet overal het geval.
De formatie is gevormd in een overstromingsvlakte. De zandsteenlagen zijn fluviatiele sedimenten: ze zijn gevormd als stroombedden of geulopvullingen van rivieren. De kleilagen vertegenwoordigen de komafzettingen.

## Stratigrafie
De Formatie van Strijen behoort tot het Moscovien en het bovenste Westfalien. Dit betekent dat de ouderdom rond de 305 miljoen jaar is. De dikte van de formatie kan maximaal meer dan 650 meter zijn.
De Formatie van Strijen ligt boven op de oudere, eveneens tot het bovenste Carboon behorende Formatie van Hellevoetsluis of Formatie van Maurits. De top van de Formatie van Strijen is in het westen van Nederland eveneens de top van het Carboon. Deze bestaat uit de Saalische discordantie, een grote discordantie veroorzaakt door de Hercynische orogenese. De formatie wordt afgedekt door de Formatie van Slochteren (Boven-Rotliegend, Perm) of de Onder-Germaanse Trias Groep.